# 19254 Shojitomoko
19254 Shojitomoko è un asteroide della fascia principale. Scoperto nel 1994, presenta un'orbita caratterizzata da un semiasse maggiore pari a 3,1541326 au e da un'eccentricità di 0,1203447, inclinata di 20,83245° rispetto all'eclittica.